# Luise Escher-Bodmer

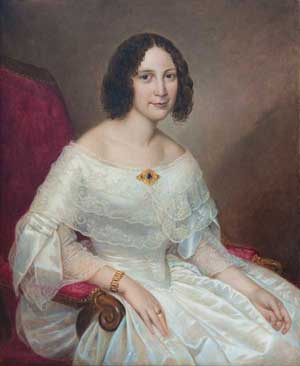
Luise Escher-Bodmer

Luise Escher-Bodmer (* 1819 in Zürich; † 8. Januar 1900 in Baden) war Gründerin der Martin Stiftung, einer Institution für Menschen mit Behinderung in Erlenbach ZH. 

## Leben
Luise Bodmer war die einzige Tochter des Seidenindustriellen Martin Bodmer im Windegg und der Anna Escher von der Linth. Sie lebten im Haus «Zum Windegg» (heutige Adresse: Bahnhofstrasse 32) in Zürich. Das Haus war seit 1700 Sitz der angesehenen Seidenfirma Christoph Bodmer. Ihr Grossvater war der Erbauer des Linth-Kanals, der 1823 verstorbene Hans Conrad Escher von der Linth.
1849 heiratete Luise Bodmer den Zürcher Patrizier Hans Conrad Escher vom Glas. Dieser wurde am 24. Juni 1812 als Sohn des Hans Caspar Escher (1773–1817) und der Anna Margaretha Lochmann (1772–1852) geboren. Die Heirat fand in der Kirche Altstetten statt.
Das Ehepaar blieb 15 Jahre kinderlos. Am 17. April 1864 kam der einzige Sohn zur Welt: Martin Conrad Escher. Das Kind war geistig beeinträchtigt und starb am 14. Dezember 1889.
Das Familiengrab befindet sich auf dem Privatfriedhof Hohe Promenade in Zürich.

## Werk
Im Gedenken an ihren Sohn Martin gründete Luise Escher-Bodmer am 17. Juni 1893 die Martin Stiftung. Sie hat das Ziel, «eine Anzahl geistig oder körperlich schwacher, armer und verlassener Kinder beiderlei Geschlechts vom zurückgelegten sechsten Lebensjahr bis zum Konfirmationsalter zu pflegen, zu erziehen und ihnen das Leben so leicht wie möglich zu gestalten». Als Eigentum wurde der Martin Stiftung das unbelastete Landgut «Mariahalde», samt einem Teil des Mobiliars, die Summe von 500'000 Franken, dazu weitere 25'000 Franken für Umbauten und Mobiliaranschaffungen überlassen. Am 13. Dezember 1893 erfolgte die grundbuchliche Übertragung des Landgutes «Mariahalde» an die Martin Stiftung. Seit 1894 lebten in dem Kinderheim 20 «geistesschwache» Kinder. In dem 1906 weiter oben an der Zollerstrasse erbauten «oberen Hause» (heutige Adresse: Im Bindschädler 10, Erlenbach) werden erwachsene Menschen mit Behinderung betreut.
2023 leben und arbeiten gut 170 Menschen mit einer kognitiven Beeinträchtigung in der Martin Stiftung.